# Antonio Bartolomeo Spinacuta
Antonio Bartolomeo Spinacuta, alltid endast kallad Spinacuta, var en italiensk akrobat och dansare. Han var verksam i bland annat Sverige, där han var mycket populär. 

## Karriär i Sverige

### Första Stockholmsbesöket
Spinacuta var venetianare. Den 26 september 1783 uppträdde "ekvilibristen" Spinacuta på Eriksbergsteatern i Stockholm tillsammans med en annan italienare, Tronii. I föreställningen dansade Spinacutas på lina med träskor som han slog sönder, satte sig på en stol vid bordet och drack, spelade fiol och gjorde kullerbyttor på linan. Tronii dansade på lina tillsammans med barn och gjorde eldkonster, och hans femåriga dotter "M.ll Tronii" balanserade på lina. De framförde också en harlekinpantomim. Spinacuta beundrades även för sitt vackra utseende. 
De gjorde en sådan succé att teatern ställde in de ordinarie föreställningarna för att låta dem uppträda ensamma, och särskilda förhållningsregler utfärdades för att undvika trängsel. På "allmän begäran" hyrdes de in igen efter att kontraktet gått ut. De uppträdde även i Stora Bollhuset före sin avresa. Flera utländska sällskap uppträdde just den sommaren i Stockholm. Ett spanskt "luftspringarsällskap" uppträdde på Humlegården samma sensommar, Monsieur Pinsart de la Cours barnoperatrupp och Fransyska komedianter sjöng båda i Stora Bollhuset och på Eriksbergsteatern, men de blev alla utkonkurrerade av paret Spinacuta-Tronii. 

### Andra besöket i Stockholm
Spinacuta uppträdde därefter 1784-85 på Comediehuset i Göteborg. Där mötte han skådespelaren Helena Pettersson, som var engagerad vid samma teater, och som han gifte sig med. Då Spinacuta återkom till Stockholm 1785 anställdes han vid Munkbroteatern efter begäran i Stockholmsposten. Han uppträdde sedan där i pauserna, och även vid karusellfesterna vid Drottningholms slott. Han sköt flera gånger upp sin avresa från Sverige. I januari 1785 ansökte han och beviljades ett fast tillstånd som "Kongl. Maj:ts privilegierade lindansare", med hänvisning till sitt äktenskap med en svensk medborgare och sin önskan att stanna och bosätta sig i Sverige.

### Turné
Våren 1786 uppträdde makarna i Lund och Malmö, där de släppte upp Sveriges första luftballonger. Sedan fick de tillstånd att uppträda på Det Kongelige Teater i Köpenhamn. Vanligen tilläts inte akrobater att uppträda där, men Spinacuta fick specialtillstånd efter en rekommendation av Gustav III. Föreställningen beskrevs som vacker och värdig och gjorde succé. Därefter uppträdde han på Munkbroteatern i Stockholm med både lindans och "allvarsam comique": hans maka gjorde denna gång stor succé. 
Med tillstånd från direktionen turnerade paret Spinacuta i landsorten med ett sällskap aktörer från Munkbroteatern. I sällskapet ingick bland andra Eva Säfström, Johan Petter Lindskog, Johan Peterson, (Spinacutas svåger), och Peter Sundman. Sällskapet framförde pjäsen Beverlei 2 januari 1787 i Gävle med Helena Spinactua och Johan Petter Lindskog i huvudrollen. Antonio Spinacuta omnämns nu inte bara som akrobat och dansare utan även som sångare, och sades i sin dans förena gracernas grace med en vighet och färdighet som jämfördes med guden Mercurius då denne svävade genom luften till tonerna av Apollons och Orfeus lyror, medan Helena kallas teaterns prydnad med sin utstrålning av oskuld och skönhet. 
I Gävle sköt Spinacuta också upp egengjorda "aerostatiska kulor", dvs ballonger.
Spinacuta uppträdde i Falun 28 april-5 maj 1787 men därefter tros paret ha lämnat landet. År 1796 uppträdde han med sin maka i Rickets cirkus i Philadelphia i USA.